# Florence Harding
Florence Mabel Kling Harding (Marion, 15 de agosto de 1860-Marion, 21 de noviembre de 1924) fue la esposa del presidente Warren G. Harding y primera dama de los Estados Unidos de 1921 a 1923.
Se casó con Harding, un poco más joven que ella, cuando era editor de un periódico en Ohio, y fue reconocida como el cerebro detrás del negocio. Conocida como La Duquesa, se adaptó bien a la Casa Blanca, donde ofreció fiestas notablemente elegantes.

## Primeros años
Florence Mabel Kling nació en Marion, Ohio el 15 de agosto de 1860. Era la mayor de los tres hijos de Amos Kling, un prominente banquero de Marion de ascendencia alemana, y de Louisa Bouton Kling, cuyos antepasados hugonotes franceses habían llegado a Nueva Inglaterra huyendo de la persecución religiosa. 
Con el objetivo de convertirse en pianista, Florence inició sus estudios en el Conservatorio de Música de Cincinnati, pero a los 19 años se fugó con Henry Atherton ("Pete") DeWolfe (4 de mayo de 1859-8 de marzo de 1894) y se casaron en Columbus, Ohio, el 22 de enero de 1880. Un registro de su licencia matrimonial fue impreso en el The Marion Star. Florence dio a luz a su único hijo, Marshall Eugene, el 22 de septiembre de 1880, pero la pareja se separó poco después, y se divorciaron en 1886.

## Matrimonio con Harding

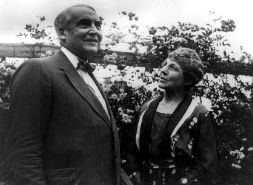
Warren y Florence Harding en su jardín.

En 1890, Florence se comprometió con Warren Gamaliel Harding, propietario del Marion Star, que era cinco años menor que ella. Se casaron el 8 de julio de 1891, con la oposición de su padre, que creía que Warren solo quería escalar socialmente. No tuvieron hijos propios, pero Marshall, el hijo de Florence, vivía con ellos intermitentemente y Warren le animó a estudiar periodismo.
Durante la enfermedad de su marido, Florence se convirtió en gerente de negocios del Marion Star, mostrando de inmediato talento y carácter para dirigir un periódico. Organizó un departamento de circulación, mejoró la distribución, entrenó a los repartidores de periódicos, compró nuevo equipamiento a precios atractivos, e instaló el primer servicio local de noticias por cable. Uno de los chicos repartidores, Norman Thomas, más tarde candidato a la presidencia socialista, declaró que Warren era el hombre al frente, pero Florence era el verdadero poder impulsor del Marion Star.
En 1905, Florence necesitó cirugía de emergencia por una nefritis ('riñón flotante'), y fue tratada por el doctor homéopata Charles E. Sawyer. Sus estrechos vínculos con la familia Harding, y la dependencia y confianza totales de Florence en él, más tarde crearía polémica. Durante su convalecencia, Warren empezó un romance con una amiga cercana suya, Carrie Phillips. Fue el inicio de una serie de aventuras extramatrimoniales, que la llevaron a considerar el divorcio, aunque nunca lo persiguió.
En 1914, la carrera política de Warren lo había llevado al Senado, ayudado en gran medida por la administración de Florence de sus finanzas, vida social e imagen pública. En 1920, era uno de los candidatos al nombramiento presidencial republicano, aunque no de los favoritos. Florence le brindó un apoyo entusiasta, aparentemente influida por la actriz de Washington "Madame Marcia" Champrey, quien pronosticó correctamente que Warren se convertiría en presidente, pero añadió que moriría en el cargo. La elección fue opacada aún más por el intento de extorsión llevado a cabo por Carrie Phillips, amenazando con revelar públicamente el adulterio de Warren. Aun así, la experiencia con el periódico de Florence le dio una ventaja sobre otras esposas de candidatos; cuando Henry DeWolfe murió, fue capaz de desviar las preguntas de la prensa sobre su primer matrimonio al insinuar que había enviudado. También obtuvo la aprobación del expresidente Taft.

## Como Primera dama

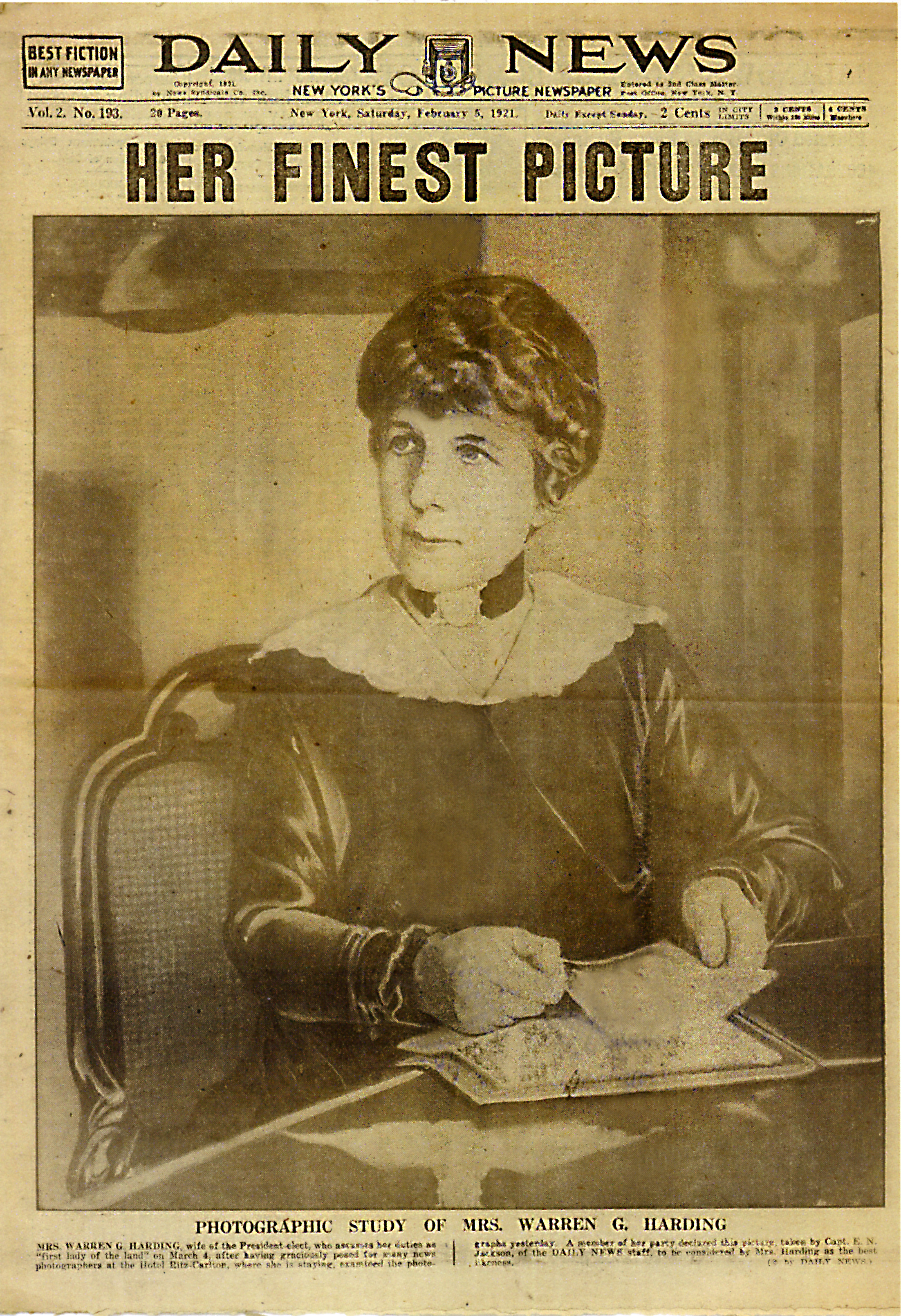
"El fotógrafo de un fotógrafo" cita de la primera dama la señora de Warren G. Harding que declaró que la fotografía suya tomada por Edward Jackson era "la foto mejor tomada nunca." La foto apareció a toda portada el 5 de febrero de 1921 en el New York Daily News.

El 4 de marzo de 1921, Florence Harding se convirtió en primera dama, tomando de inmediato una activa función en la política nacional, en ocasiones incluso pareciendo dominar al Presidente. Tuvo una fuerte influencia en la selección de los miembros del gabinete y, en la investidura, los observadores creyeron que estaba incitando a su marido con un discurso que había escrito.
Florence dio a conocer sus puntos de vista sobre todo desde la Liga de Naciones a la vivisección, el sufragio, el racismo y las mujeres. Cuando Madame Curie visitó la Casa Blanca, Florence la alabó como ejemplo de una triunfadora profesional que era también una mujer solidaria. La agenda especial de Florence fue el bienestar de los veteranos de guerra, cuya causa abanderó sin reservas. En todo ello, fue afortunada, porque el activismo de las mujeres en los asuntos públicos era un tema importante en los Estados Unidos de 1920.
Como anfitriona de la Casa Blanca, Florence organizó fiestas muy elegantes, donde su marido se refería a ella como La Duquesa. Florence fue con los tiempos: voló en aviones, lanzó modas nuevas como la banda de seda al cuello, mostraba películas después de la cena, e incluso sirviendo alcohol discretamente a los invitados durante la Prohibición.
Fue la primera primera dama en votar, operar una cámara de cine, poseer una radio e invitar a estrellas de cine a la Casa Blanca.
Florence era amiga y confidente de Evalyn Walsh McLean, una heredera y socialité de alto perfil.

## Muerte de Warren Harding

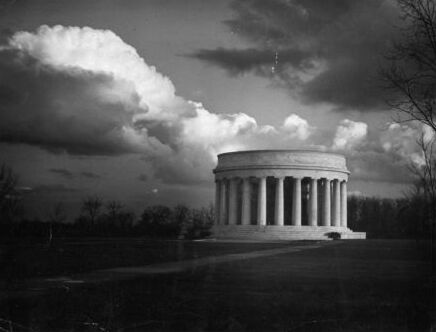
El Mausoleo Harding en Marion, lugar de descanso de Warren y Florence Harding. La estructura de mármol blanco es el último de los monumentos funerarios presidenciales erigidos.

En 1923, tanto Florence como su marido padecían enfermedades graves, pero aun así emprendieron un viaje en tren de costa a costa, al que llamaron el Viaje del Entendimiento. Florence demostró ser muy popular en sus muchas paradas programadas, pero Warren estaba visiblemente enfermo. Después de una recaída seria en la Columbia Británica, Harding murió en el Palace Hotel de San Francisco el 2 de agosto de 1923.
En esta gira, Warren había estado bajo el cuidado de Charles Sawyer, quien se cree que diagnosticó mal la condición del presidente, y al administrarle estimulantes provocó su ataque al corazón fatal.[cita requerida] Como Florence no solicitó una autopsia, y también destruyó muchos de sus papeles, una teoría de la conspiración será expuesta más adelante en un libro semi-ficticio La Muerte Extraña del Presidente Harding, que afirmaba sensacionalistamente que Florence había envenenado a su marido, una sugerencia que ha sido casi enteramente desacreditada.

## Viudedad
Florence tenía intención de empezar una nueva vida en Washington, y planeaba un viaje a Europa. Pero cuando su dolencia de riñón se agravó, siguió el consejo de Sawyer, y se instaló en una cabaña en las tierras de su sanatorio en Marion. Su última aparición pública fue en el desfile local del Día del Recuerdo, donde se paró a saludar a los veteranos. El 21 de noviembre de 1924, murió por un fallo renal.
Sus nietos, George Warren y Eugenia DeWolfe, fueron los herederos principales de sus propiedades.
Hasta la terminación del Mausoleo de Harding, los cuerpos del matrimonio presidencial permanecieron en la bóveda de recepción común del cementerio de la ciudad de Marion.